# Lago Tajmyr
Il lago Tajmyr (in russo Таймыр озеро?) è un lago della Siberia, situato nella penisola del Tajmyr, a sud dei monti Byrranga.

## Geografia

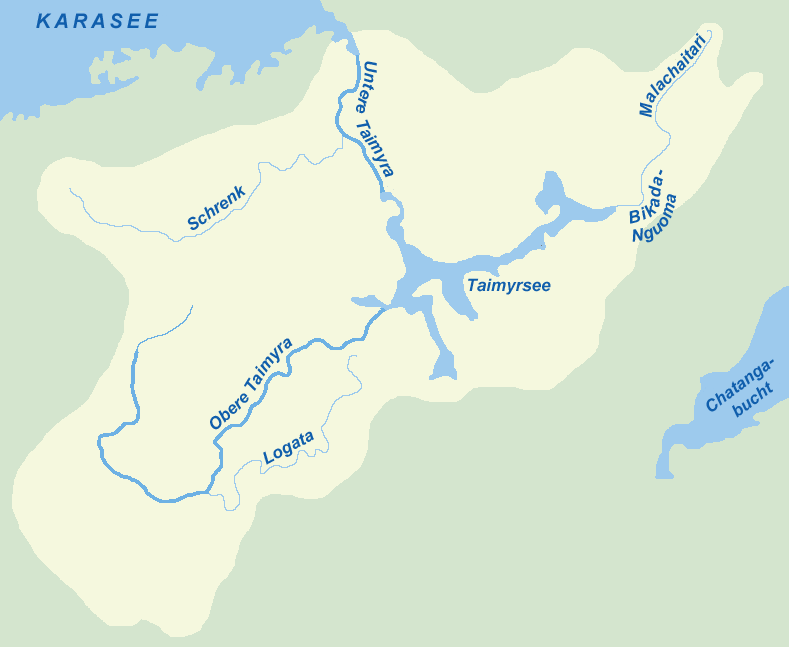
Il bacino idrografico del lago

Il lago ha forma irregolare, con numerosi rami che si proiettano in differenti direzioni coprendo una vasta regione, ed è ghiacciato dal tardo settembre fino a giugno.
L'immissario ed emissario principale è il Tajmyra, che entra nel lago da ovest ed esce verso nord attraverso la regione dei monti Byrranga.
L'area della tundra a sud del lago è piena di laghi minori e paludi, gli unici specchi d'acqua particolarmente rilevanti si trovano 33 km ad est e 72 km a sud est della parte più orientale del lago, la baia di Jamuneru: si tratta rispettivamente del lago Kungasalach e del lago Portnjagino; entrambi misurano 20 km in larghezza.
La temperatura media dell'acqua varia dai 7 °C in agosto a poco più di 1 °C in inverno.

## Ecologia

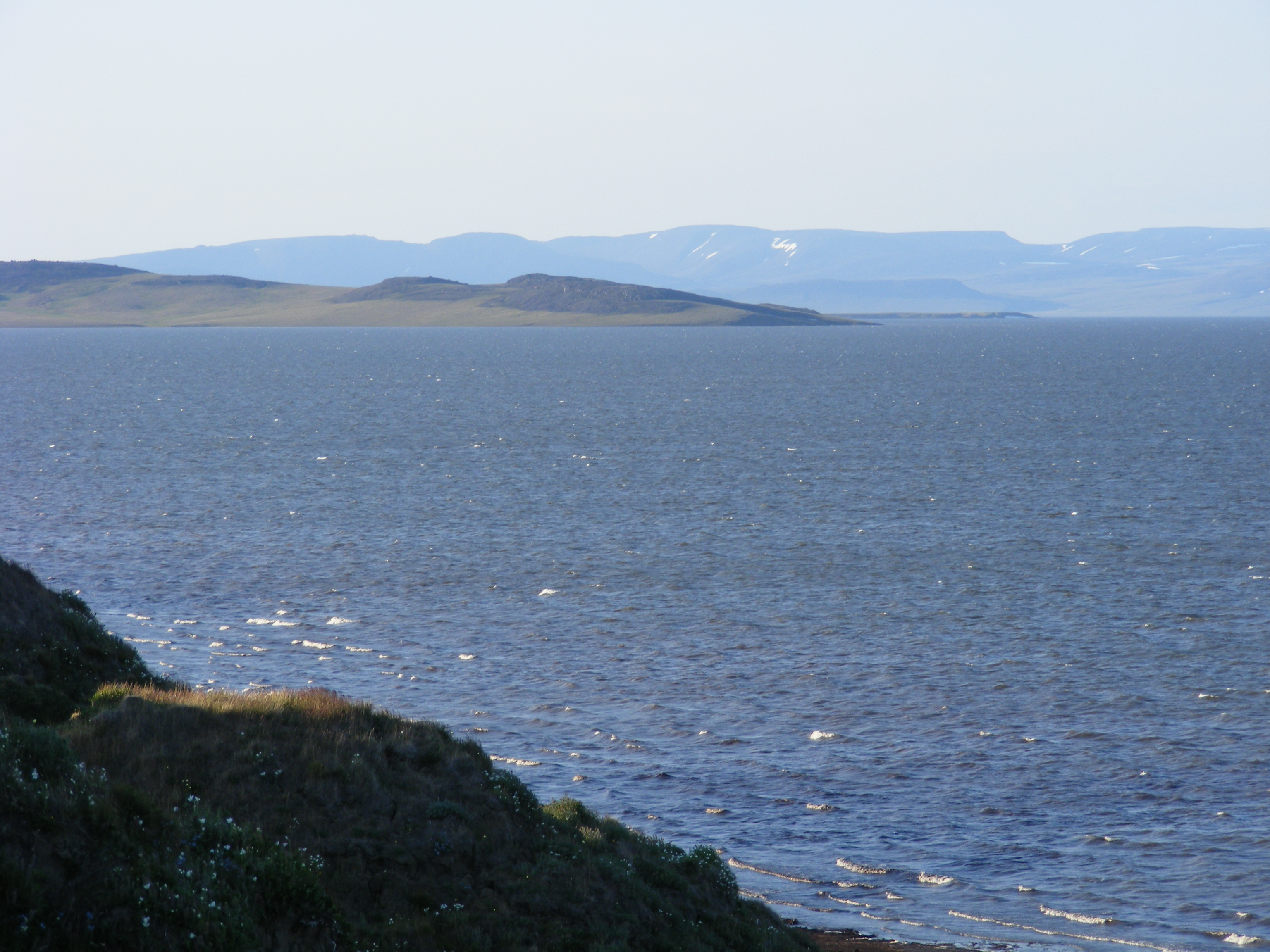
Veduta del lago da Capo Sablera.

Il lago Tajmyr brulica di molte specie di pesci tipiche delle fredde acque artiche, come i Cypriniformes ed il coregone; malgrado l'area sia piuttosto remota, alcune di queste specie sono sovrasfruttate.
Nei sedimenti del lago è stata rilevata una leggera contaminazione da plutonio, forse come conseguenza di particelle portate dal vento dopo i numerosi test nucleari effettuati nella Novaja Zemlja durante la guerra fredda.